# Randolph Bresnik
Randolph James „Randy“ Bresnik (* 11. September 1967 in Fort Knox, Kentucky, USA) ist ein US-amerikanischer Astronaut.

## Ausbildung
Bresnik erhielt 1989 einen Bachelor in Mathematik von der Militärakademie „The Citadel“ in South Carolina und 2002 einen Master in Luftfahrttechnik von der University of Tennessee in Knoxville.
Im Mai trat Bresnik ins United States Marine Corps ein. Nach seiner Ausbildung wurde er unter anderem als Testpilot und als Pilotenausbilder eingesetzt. Auch im Zweiten Golfkrieg flog er mehrere Kampfeinsätze.

## Astronautentätigkeit
Im Mai 2004 wurde Bresnik als Pilot mit der 19. NASA-Gruppe zum Astronautenanwärter ausgewählt. Im Februar 2006 schloss er sein Astronautentraining ab.
Bresnik wurde im September 2008 für die Space-Shuttle-Mission STS-129 nominiert. Er startete am 16. November 2009 mit der Raumfähre Atlantis zur Internationalen Raumstation (ISS).
Am 28. Juli 2017 startete Bresnik zu seinem zweiten Raumflug. Zusammen mit Sergei Rjasanski und Paolo Nespoli flog er im Raumschiff Sojus MS-05 zur ISS. Dort arbeitete er zunächst als Bordingenieur der Expedition 52. Am 2. September übernahm er das Kommando der Expedition 53. Am 14. Dezember 2017 erfolgte der Rückflug zur Erde.

## Privates
Bresniks Tochter Abigail Mae wurde am 21. November 2009 geboren, während er sich gerade im All aufhielt. Dies war nach der Geburt von Mike Finckes Tochter im Juni 2004 das zweite Mal, dass ein NASA-Astronaut zur Zeit der Geburt seines Kindes im Weltall war. Bresnik und seine Frau Rebecca haben einen Sohn, den sie im Jahr zuvor als Säugling aus der Ukraine adoptiert hatten.